# Philine araneosa
Philine araneosa is een slakkensoort uit de familie van de Philinidae. De wetenschappelijke naam van de soort is voor het eerst geldig gepubliceerd in 1995 door van der Linden.